# Cmentarz żydowski w Tucznie
Cmentarz żydowski w Tucznie – powstał najpewniej w XVII wieku i znajduje się na wzgórzu w południowo-zachodniej części miasta za młynem. Ma powierzchnię 0,39 ha. Został zdewastowany w latach pięćdziesiątych XX wieku przez miejscową ludność. Najstarszy zachowany nagrobek pochodzi z 1788 roku. Do czasów współczesnych zachowało się kilkanaście nagrobków z napisami w języku hebrajskim i niemieckim.